# Cayo Salvio Liberal
Cayo o Gayo Salvio Liberal Nonio Baso (en latín: Gaius Salvius Liberalis Nonius Bassus) fue un senador romano que vivió a finales del siglo I y principios del siglo II, y desarrolló su cursus honorum bajo los reinados de Nerón, Vespasiano, Tito, Domiciano, Nerva, y Trajano. Fue cónsul sufecto en el año 85 junto con Marco Cornelio Orestes.

## Orígenes familiares
Salvio Liberal provenía de la ciudad de Urbs Salvia, en la región de Piceno. Según Ronald Syme, pudo haber sido primo hermano de Lucio Flavio Silva Nonio Baso, cónsul ordinario en el año 81. Sin embargo, Olli Salomies proporciona alguna evidencia en contra de esto, sobre todo una inscripción que indica que el nombre de su madre era Annia. Una inscripción recuperada en Urbs Salvia proporciona el praenomen de su padre, Gayo.

## Carrera política
El primer cargo enumerado es el registro de haber ocupado la magistratura principal de su ciudad natal en cuatro años de censo; Anthony Birley explica que esto se extendería 15 años desde la primera hasta la última tenencia de este cargo. A continuación, fue inscripto en el Senado romano como ex pretor, aunque otra línea de la inscripción afirma que fue elegido como un ex tribuno de la plebe; de esto, y por analogía con la carrera de Gayo Caristanio Frontón, Birley deduce que Salvio Liberal "probablemente también ocupó cargos militares ecuestres y estuvo en el bando de los Flavios en el año 69".
Fue incorporado a los Hermanos Arvales el 1 de marzo del año 78, en sustitución del fallecido Gayo Salonio Matidio Patruino; sin embargo, Salvio Liberal estuvo ausente de las ceremonias de la hermandad, regresando el 30 de octubre del año 81. Syme fecha su mandato como juridicius Augustorum en Britania entre los años 78-81, mientras que H. Peterson sostiene que Salvio fue legado de la Legio V Macedonica desde mayo del año 78 al 24 de junio del año 79 o un poco más tarde, convirtiéndose en juridicius entre esas fechas. Birley propone aún una tercera cronología, fechando su mandato de legio V Macedonica antes de su ingreso en los Hermanos Arvales, en cuyo caso "si el sacerdocio fuera en cierto sentido una recompensa por el servicio meritorio como comandante legionario, sería inteligible que se mencionara después". Salvio Liberal habría ocupado el mando de V Macedonica del año 74 al 78, y se desempeñó como juridicius del año 78 al 81.
Posteriormente, Salvio Liberal fue gobernador de Macedonia. Syme sostiene que, basándose en su ausencia nuevamente de los rituales de los hermanos Arvales, fue procónsul ente los años 84-85. En cambio, Paul Leunissen sugiere en su lugar un mandato proconsular entre los años 82-83. Birley también data el proconsulado entre los años 82-83.
Volvió a Roma aceptando el nombramiento como cónsul sufecto en el año 85. Syme argumenta que tras el juicio de Gayo Cecilio Clásico, Salvio Liberal fue enviado al exilio. Birley señala que fue "un abogado sobresaliente, fluido y contundente, ya sea en la acusación o en la defensa", y luego señala: "Su franqueza ganó la aprobación de Vespasiano, pero bajo Domiciano se vio en problemas, quizás en el exilio".
Regresó a Roma en una fecha posterior, probablemente después del asesinato de Domiciano, y siguió desempeñándose como abogado. En el año 100, fue defensor de un procónsul de África procesado por Gneo Julio Agrícola. Se le registra como presente en las reuniones de la Hermandad Arval en el año 101, pero falta en sus Actas durante el año 105, y es probable que muriera entre esos años.

## Familia
Una lápida encontrada cerca de Roma dedicada a su esposa, Vitelia Rufila, por su hijo, Gayo Salvio Viteliano, proporciona detalles de su familia. Se sabe que Salvio Viteliano fue tribuno militar en la Legio V Macedonica y legado del procónsul de Macedonia; Birley sospecha en ambos casos que sirvió a las órdenes de su padre.